# Баща ми и синът ми
„Баща ми и синът ми“ (на турски: Babam ve Oğlum) е турски филм от 2005 година, семейна драма на режисьора Чаан Ърмак по негов собствен сценарий.
Действието се развива през 80-те години, като в центъра на сюжета са отношенията между ляв журналист и аполитичния му живеещ в провинцията баща, които са принудени да намерят общ език след дългогодишни тежки конфликти. Главните роли се изпълняват от Фикрет Кушкан, Четин Текиндор, Еге Танман, Хюмейра.